# Каттіно Моблі
Каттіно Рашон Моблі (англ. Cuttino Rashawn Mobley, нар. 1 вересня 1975, Філадельфія, Пенсільванія, США) — американський професійний баскетболіст, що грав на позиції атакувального захисника за декілька команд НБА.

## Ігрова кар'єра
На університетському рівні грав за команду Род-Айленд (1994–1998). Визнавався найкращим баскетболістом року конференції Atlantic 10.
1998 року був обраний у другому раунді драфту НБА під загальним 41-м номером командою «Х'юстон Рокетс». Професійну кар'єру розпочав 1998 року виступами за тих же «Х'юстон Рокетс», захищав кольори команди з Х'юстона протягом наступних 6 сезонів.
З 2004 по 2005 рік грав у складі «Орландо Меджик», куди перейшов разом з Стівом Френсісом та Келвіном Кейто в обмін на Трейсі Макгрейді, Джувана Говарда, Ріса Гейнса та Тайронна Лю.
Зігравши 23 матчі за «Орландо», був обміняний до «Сакраменто Кінґс».
Останньою ж командою в кар'єрі гравця стала «Лос-Анджелес Кліпперс», до складу якої він приєднався 2005 року і за яку відіграв 3 сезони.

## Статистика виступів в НБА

### Регулярний сезон
| Сезон             | Команда                 | GP  | GS  | MPG  | FG%  | 3P%  | FT%  | RPG | APG | SPG | BPG | PPG  |
| ----------------- | ----------------------- | --- | --- | ---- | ---- | ---- | ---- | --- | --- | --- | --- | ---- |
| 1998–99           | «Х'юстон Рокетс»        | 49  | 37  | 29.7 | .425 | .358 | .818 | 2.3 | 2.5 | .9  | .5  | 18.7 |
| 1999–00           | «Х'юстон Рокетс»        | 81  | 8   | 36.8 | .430 | .356 | .847 | 3.6 | 2.6 | 1.1 | .4  | 22.6 |
| 2000–01           | «Х'юстон Рокетс»        | 79  | 49  | 38.0 | .434 | .357 | .831 | 5.0 | 2.5 | 1.1 | .3  | 19.5 |
| 2001–02           | «Х'юстон Рокетс»        | 74  | 74  | 42.1 | .438 | .395 | .850 | 4.1 | 2.5 | 1.5 | .5  | 21.7 |
| 2002–03           | «Х'юстон Рокетс»        | 73  | 73  | 41.7 | .434 | .352 | .858 | 4.2 | 2.8 | 1.3 | .5  | 17.5 |
| 2003–04           | «Х'юстон Рокетс»        | 80  | 80  | 40.4 | .426 | .390 | .811 | 4.5 | 3.2 | 1.3 | .4  | 15.8 |
| 2004–05           | «Орландо Меджик»        | 23  | 21  | 31.6 | .432 | .464 | .797 | 2.7 | 1.8 | 1.0 | .4  | 16.0 |
| 2004–05           | «Сакраменто Кінґс»      | 43  | 43  | 38.7 | .440 | .424 | .831 | 3.9 | 3.4 | 1.2 | .5  | 17.8 |
| 2005–06           | «Лос-Анджелес Кліпперс» | 79  | 74  | 37.7 | .426 | .339 | .839 | 4.3 | 3.0 | 1.2 | .5  | 14.8 |
| 2006–07           | «Лос-Анджелес Кліпперс» | 78  | 73  | 36.4 | .440 | .411 | .837 | 3.4 | 2.5 | 1.2 | .3  | 13.8 |
| 2007–08           | «Лос-Анджелес Кліпперс» | 77  | 38  | 35.1 | .433 | .349 | .819 | 3.6 | 2.6 | 1.0 | .4  | 12.8 |
| 2008–09           | «Лос-Анджелес Кліпперс» | 11  | 11  | 33.2 | .432 | .343 | .722 | 2.6 | 1.1 | 1.4 | .2  | 13.7 |
| Усього за кар'єру | Усього за кар'єру       | 747 | 581 | 37.0 | .433 | .378 | .835 | 3.9 | 2.7 | 1.2 | .4  | 16.0 |

### Плей-оф
| Сезон             | Команда                 | GP | GS | MPG  | FG%  | 3P%  | FT%  | RPG | APG | SPG | BPG | PPG  |
| ----------------- | ----------------------- | -- | -- | ---- | ---- | ---- | ---- | --- | --- | --- | --- | ---- |
| 1999              | «Х'юстон Рокетс»        | 4  | 4  | 23.5 | .467 | .571 | .909 | 1.0 | 2.8 | .5  | .0  | 7.0  |
| 2004              | «Х'юстон Рокетс»        | 5  | 5  | 42.0 | .387 | .286 | .800 | 4.8 | 2.8 | .6  | .6  | 14.4 |
| 2005              | «Сакраменто Кінґс»      | 5  | 5  | 31.8 | .443 | .280 | .714 | 2.8 | 1.8 | 1.2 | .4  | 14.8 |
| 2006              | «Лос-Анджелес Кліпперс» | 12 | 12 | 39.4 | .427 | .367 | .897 | 4.8 | 2.0 | .7  | .3  | 13.3 |
| Усього за кар'єру | Усього за кар'єру       | 26 | 26 | 36.0 | .422 | .337 | .860 | 3.8 | 2.2 | .7  | .3  | 12.8 |